# Teitur Gestsson
Teitur Matras Gestsson (Copenhague, Dinamarca, 19 de agosto de 1992) es un futbolista de nacionalidad danesa, internacional con la selección de las Islas Feroe. Juega como guardameta en el HB Tórshavn de la Primera División de las Islas Feroe.

## Selección nacional
Ha sido internacional con la selección de las Islas Feroe en 24 ocasiones.

## Clubes
| Club        | País        | Año   |
| ----------- | ----------- | ----- |
| HB Tórshavn | Islas Feroe | 2011- |

## Palmarés

### Campeonatos nacionales
| Título                   | Club        | País        | Año  |
| ------------------------ | ----------- | ----------- | ---- |
| Primera División         | HB Tórshavn | Islas Feroe | 2013 |
| Primera División         | HB Tórshavn | Islas Feroe | 2018 |
| Supercopa de Islas Feroe | HB Tórshavn | Islas Feroe | 2019 |
| Primera División         | HB Tórshavn | Islas Feroe | 2020 |
| Copa de Islas Feroe      | HB Tórshavn | Islas Feroe | 2020 |

### Distinciones individuales
| Distinción                                                         | Año  |
| ------------------------------------------------------------------ | ---- |
| Mejor portero de la Primera División de las Islas Feroe            | 2013 |
| Parte del equipo del año de la Primera División de las Islas Feroe | 2013 |
| Mejor portero de la Primera División de las Islas Feroe            | 2014 |
| Parte del equipo del año de la Primera División de las Islas Feroe | 2014 |